# Синан Оган
Синан Оган (на турски: Sinan Oğan) е турски политик от азербайджански произход. През 2011 – 2015 г. е бил депутат от Партията на националистическото действие във Велико национално събрание на Турция.

## Биография
Синан Оган е роден на 1 септември 1967 г. в град Мелекли, вилает Ъгдър, Турция. През 1989 г. завършва катедрата по мениджмънт в университета Мармара в Истанбул. От 1993 до 2000 г. работи като заместник-декан в Азербайджанския държавен икономически университет.
От 1994 до 1998 г. е представител на Турската агенция за международно сътрудничество и развитие (TİKA) към Министерството на външните работи на Турция. През 2000 г. се завръща в Турция и започва работа в Центъра за евразийски стратегически изследвания в региона на Кавказ. Той поставя основите на Центъра за международни отношения и стратегически анализ „TURKSAM“. Синан Оган е автор на книги, някои от тях са: „Азербайджан“ (публикувана през 1992 г. в публикации на Фондацията за изследване на тюркския свят), „Политика и олигархия“ (публикувана в Русия през 2003 г.) и „Оранжеви революции“ (публикувана през 2006 г.). Има над 500 негови статии и анализи, които се публикуват. През 2009 г. Оган получава докторска степен по международни отношения и политически науки от Московския държавен институт за международни отношения.
На парламентарните избори през 2011 г. е избран за депутат от вилает Ъгдър от Партията на националистическото движение. Бил е член на парламентарните групи за приятелство Турция – Албания и Турция – Нигер, и генерален секретар на парламентарната група за приятелство Турция – Азербайджан.
На 26 август 2015 г. е изключен от Партията на националистическото движение, след това той завежда дело, което печели и на 2 ноември 2015 г. се връща в партията. На 10 март 2017 г. е отново изключен от партията.
На президентските избори през 2023 г. е независим кандидат за президент, излъчен от Алианса на предците.